# 青溪老街
青溪老街是位於中華人民共和國上海市奉賢區青村镇的一個街区。青溪老街由青村镇當局成立的上海青溪畔文化发展有限公司全权负责运营。

## 名字
青溪的青意思是青村，青村境內有一條溪水，所以青溪的名稱來自於此。

## 佈局
青溪老街长约1300米，宽约3-4米。与之相邻的河流（市河）长度1770米。整条老街有6万平方米建筑空间，共保存有甲等一般历史建筑374间、8116平方米；乙等一般历史建筑226间、5504平方米。明、清、中華民国大陸时期乡土建筑11500平方米。老街上有6座明清时期古桥，其中南虹桥建于康熙年间。继芳桥建於万历年间，後來在1978年开凿金汇港时从泥土中挖出，之後迁移到青溪老街的市河上来。

## 歷史
青溪老街始于宋代，明清時期開始繁盛。2021年5月1日，修繕一新的青溪老街開街。上海封城期間，青溪老街關閉。2022年6月1日开始，青溪老街景区恢复正常运营。